# Мозаїчне (яйце Фаберже)
«Мозаїчне яйце» — імператорське великоднє яйце, виготовлене фірмою Карла Фаберже на замовлення російського імператора Миколи II у 1914 році. Було подароване імператором дружині  Олександрі Федорівні.

## Дизайн
«Мозаїчне яйце» є одним із самих вишуканих і незвичайних яєць Фаберже. Тисячі майстерно підігнаних дорогоцінних камінців складають ніби вишитий різнокольоровим шовком античний квітковий орнамент. 

### Сюрприз
Сюрпризом яйця є овальний медальйон на підставці, увінчаний інкрустованою діамантами імператорською короною. Всередині яйця він тримається двома золотими кліпсами. На одній стороні медальйону зображені профілі п'яти дітей імператора Миколи II і Олександри Федорівни, з другої — кошик квітів та імена дітей. Малюнок виконаний аквареллю по слоновій кістці.  

## Власники
У 1917 році «Мозаїчне яйце» було конфісковане Тимчасовим урядом. В рамках кампанії радянської влади з продажу коштовностей продане у 1933 через фірму «Антикваріат» за 5,000 рублів невідомому покупцю, припускають, що це міг бути Арманд Хаммер (Лондон). 22 травня 1933 року придбане королем Великої Британії Георгом V у Камео Корнера за £250 (половина вартості), і імовірно подароване королеві Марії на день народження 26 травня.
«Мозаїчне яйце» залишається частиною Королівської колекції, яка була успадкована Єлизаветою II у 1953 році. До колекції входять також три інші яйця Фаберже: «Дванадцять панелей» (1899), «Кошик квітів» (1901), «Колонада» (1910).  